# Albánci v Německu
Albánci v Německu (německy: Albaner in Deutschland; albánsky: Shqiptarët në Gjermani) jsou imigranti albánské národnosti v Německu a jejich potomci. Většina z nich pochází přímo z Albánie nebo Kosova, menší část pak ze Severní Makedonie a menších oblastí z Balkánu, které jsou osídleny albánskými obyvateli. Jejich přesný počet není znám a to především z důvodu, že mnoho z nich již vlastní německé občanství, či občanství v Srbsku nebo Severní Makedonii a dalších dřívějších zemí Jugoslávie. 
V roce 2018 se 270 tisíc německých Albánců přihlásilo ke své národnosti; 218 150 se hlásilo k původu v Kosovu a 55 495 v Albánii. Většina z nich žije ve spolkových zemích Bádensko-Württembersko, Bavorsko, Severní Porýní-Vestfálsko a Dolní Sasko. Velké komunity žijí především v metropolitních městech jako je Berlín, Hamburg, Mnichov a Stuttgart. 
Německo navázalo s Albánií a Kosovem přátelské vztahy, které jsou znát především na vzájemném ekonomickém a politickém partnerství. Vztahy s Albánií se výrazně zlepšili po pádu komunistického režimu v roce 1991 a Albánie se vydala demokratickou cestou. Německo bylo také jednou z prvních zemí, která uznala Kosovo jako samostatný stát, když v roce 2008 byla vyhlášena jeho nezávislost.

## Historie
První Albánci na území Německa byli zaznamenáni již během vlády císařovny Marie Terezie.
V moderní historii začali Albánci migrovat do Německa jako levní pracovníci od poloviny 20. století. Přicházeli sem jako jugoslávští občané, kteří měli za cíl zde pouze pracovat, nikoliv trvale žít. Jelikož pocházeli z Kosova nebo Severní Makedonie, které byly v té době součástí Jugoslávie, nebyli vedeni jako Albánci jako jako Jugoslávci. Nejvíce z nich poté začalo přijíždět v 80. letech. 
V roce 1990 žádalo více než 3 tisíce Albánců azyl na německé ambasádě v Tiraně, když chtěli utéct před komunistickým režimem v zemi. Později jim bylo povoleno odcestovat přes Itálii do Německa. 
Během války v Kosovu v roce 1999 žádalo mnoho Albánců opět o azyl. Na konci roku 1999 bylo v Německu registrováno celkem 480 tisíc kosovských Albánců a z toho 100 tisíc z nich se plánovalo po skončení války zpět vrátit do svého domova. 
Během kosovské války v roce 1999 mnoho Albánců odcházelo ze země kvůli agresi Srbů. V tomto roce žilo jen v Berlíně 23 tisíc Albánců. V roce 2015 proběhla další imigrační vlna Albánců, kdy ze západního Balkánu dorazily stovky lidí a žádaly o azyl. V prvních šesti měsících 2015 zde o azyl zažádalo 31 400 lidí z Kosova a 22 209 z Albánie a to i přesto, že šance na získání občanství byly velmi malé. Do konce roku vzrostlo číslo žadatelů z Albánie na 54 762 a z Kosova na 37 095. Kromě vysoké nezaměstnanosti a nedostatečné perspektivě k masové migraci přispěly i dezinformace ze strany převaděčů přes hranice. Federální úřad pro migraci se poté preventivně snažil Albánce přesvědčovat k návratu do svých zemí pomocí mediální kampaně. Mnoho z nich se vrátilo dobrovolně, ale mnoho z nich muselo být ze země vyhoštěno a bylo jim zakázáno vstoupit do Schengenského prostoru. 

## Demografie
Podle výsledků německého mikro sčítání v roce 2018 je na území země zhruba 270 tisíc Albánců, z toho 218 150 se hlásí ke kosovskému občanství a 55 495 k albánskému. Přesný počet Albánců je pravděpodobně vyšší, avšak ve statistice se někteří již k etnickému původu nepřihlásili.
V roce 1999 žilo v Berlíně okolo 25 tisíc Albánců, počet se zmenšil kvůli reemigraci a celkového poklesu německého obyvatelstva. Je tedy poměrně těžké určit kolik přesně Albánců zde žilo, když byla většina z nich klasifikována jako Jugoslávci nebo Makedonci. Německo je dodnes populární destinace kosovských Albánců, kteří se chtějí přestěhovat do Západní Evropy. 

### Statistika
Spolkové země s největším počtem Albánců jsou Bádensko-Württembersko, Bavorsko a Severní Porýní-Vestfálsko. Menší část z nich poté žije v Braniborsku, Meklenbursku-Předním Pomořansku, Sasko-Anhaltsku a Sársku. Dále se velké komunity vyskytují v metropolitních městech jako je Berlín, Hamburg, Mnichov a Stuttgart.
| Spolková země                  | Albánská národnost 2018 | Kosovská národnost 2018 |
| ------------------------------ | ----------------------- | ----------------------- |
| Bádensko-Württembersko         | 7 408                   | 58 340                  |
| Bavorsko                       | 7 520                   | 47 850                  |
| Berlín                         | 1 880                   | 4 575                   |
| Braniborsko                    | 840                     | 650                     |
| Brémy                          | 1 210                   | 1 885                   |
| Hesensko                       | 4 205                   | 11 050                  |
| Meklenbursko-Přední Pomořansko | 305                     | 185                     |
| Dolní Sasko                    | 5 310                   | 15 795                  |
| Severní Porýní-Vestfálsko      | 17 185                  | 55 355                  |
| Porýní-Falc                    | 2 840                   | 10 755                  |
| Sársko                         | 435                     | 2 090                   |
| Sasko                          | 1 360                   | 1 620                   |
| Sasko-Anhaltsko                | 790                     | 1 180                   |
| Šlesvicko-Holštýnsko           | 1 550                   | 3 065                   |
| Durynsko                       | 1 080                   | 1 330                   |
| Německo                        | 55 495                  | 218 150                 |

## Významné osobnosti

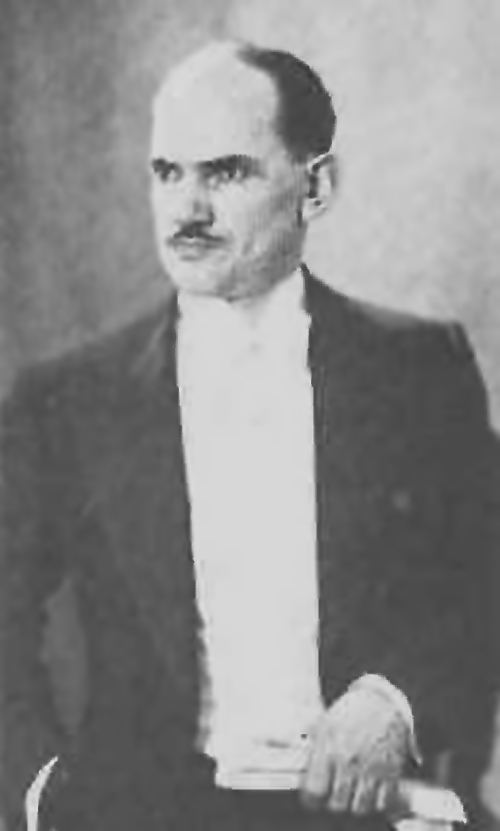
Elyesa Bazna
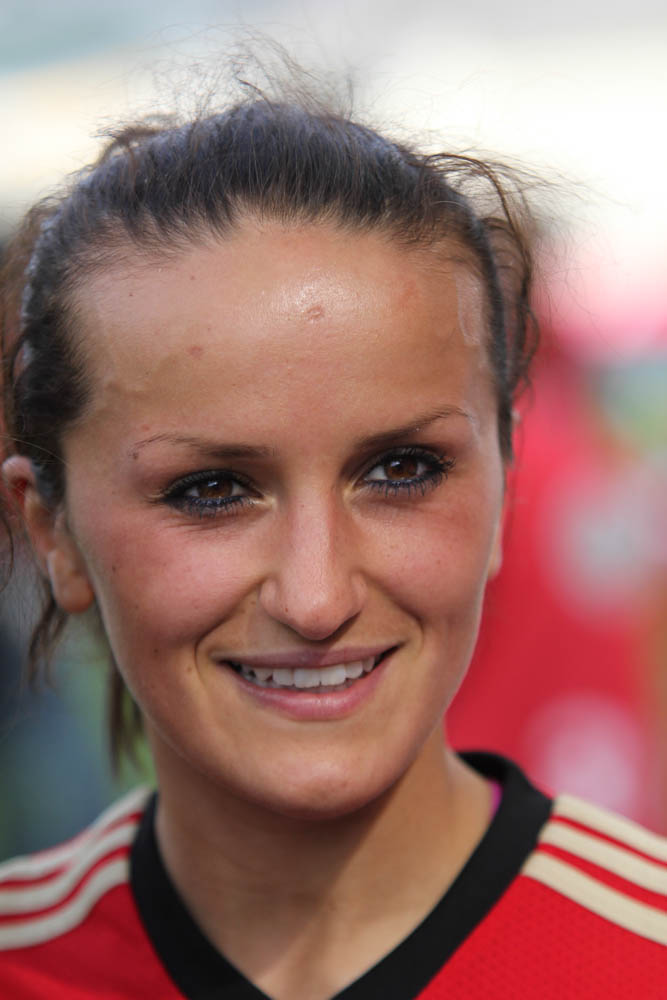
Fatmire Alushi
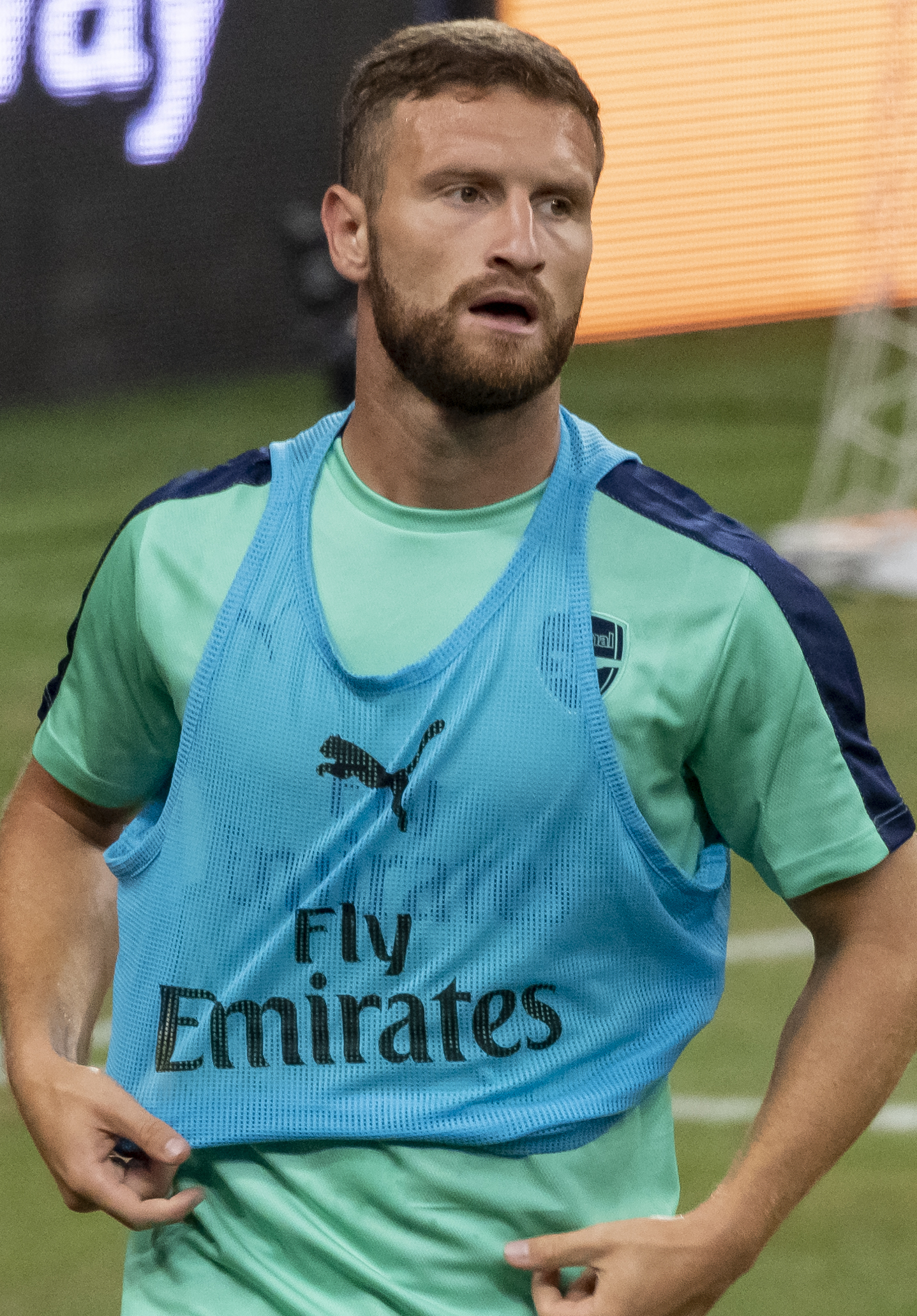
Shkodran Mustafi
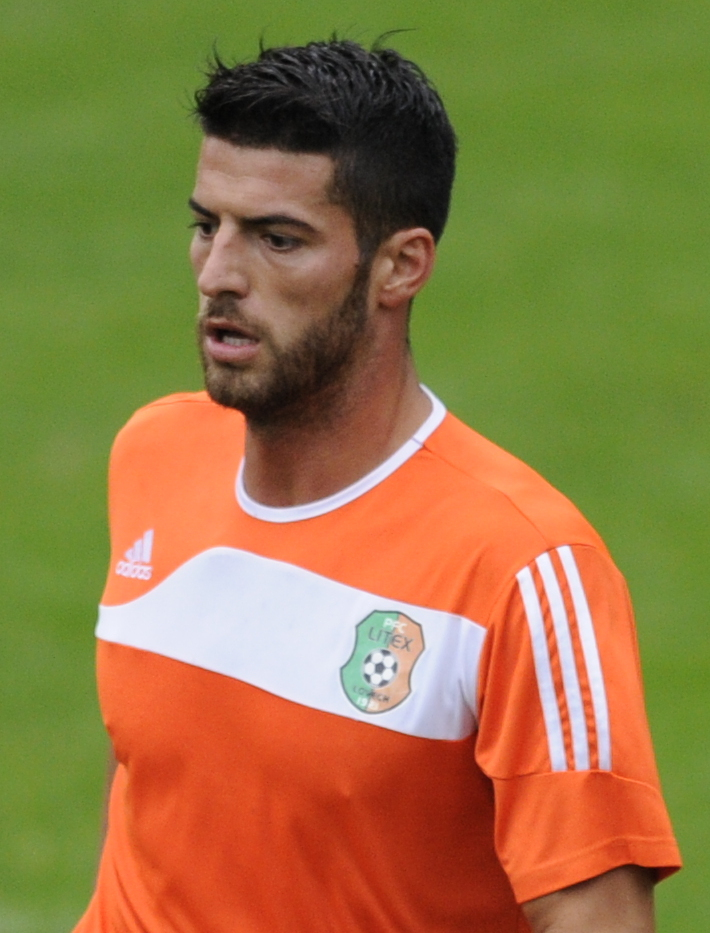
Jürgen Gjasula
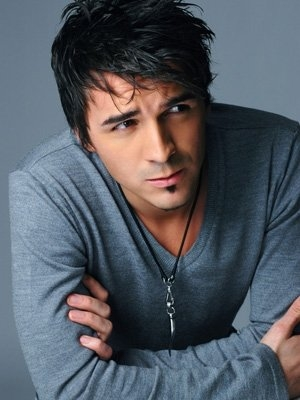
Blerim Destani
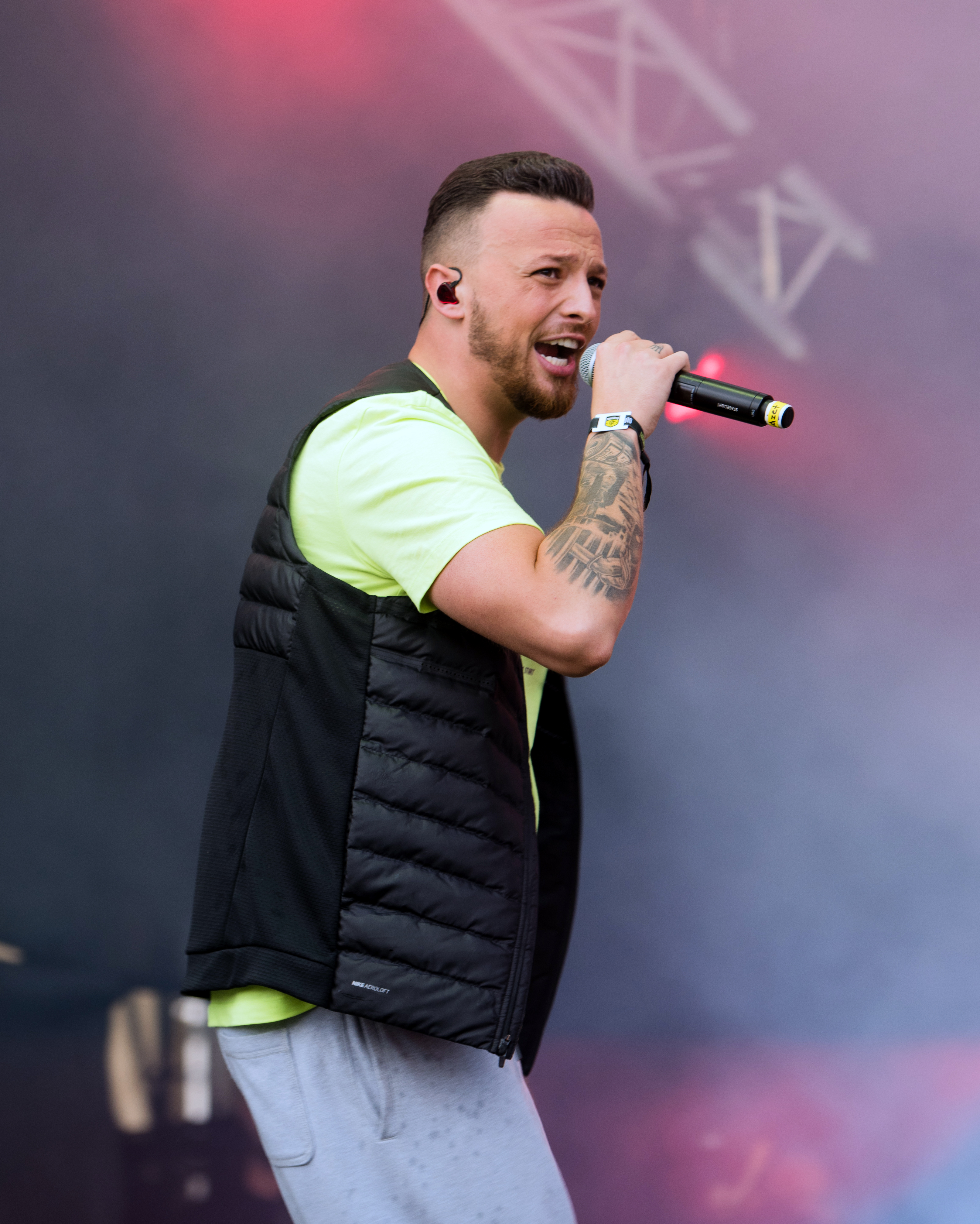
Azet
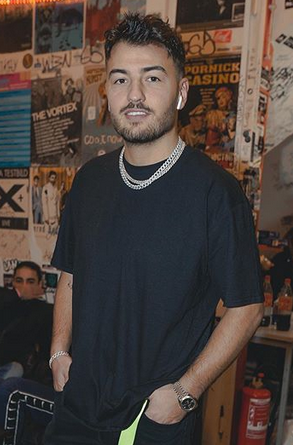
Ardian Bujupi